# Izaak Kramsztyk

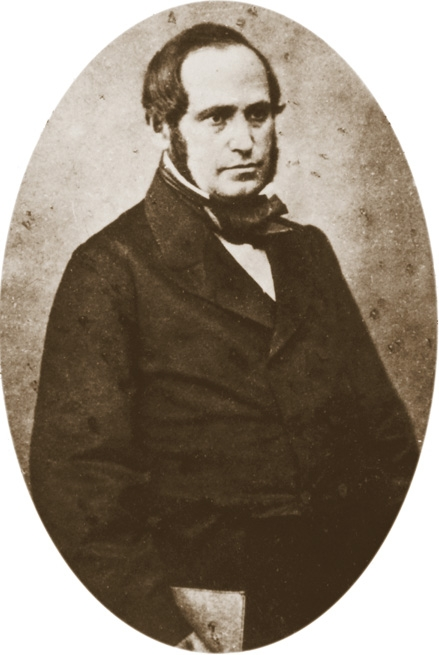
Izaak Kramsztyk (1861)

Izaak Kramsztyk (* 1814 in Warschau; † 24. September 1889) war ein polnischer Rabbiner, Publizist und Patriot. Er war der Großvater von Roman Kramsztyk.

## Leben
Kramsztyk wurde als Sohn eines wohlhabenden und angesehenen jüdischen Kaufmanns im Warschauer Stadtteil Praga geboren. Er studierte – gegen den Willen der Eltern – an der 1826 gegründeten Warschauer Rabbiner-Schule, an der er von 1837 bis zur Zwangsschließung der Einrichtung im Jahr 1863 als Lehrer des Talmuds tätig war. Als Reformer lehrte er ihn als erster Lehrer der Schule in polnischer Sprache. Am 10. April 1852 hielt er als erster Rabbi eine polnischsprachige Predigt in der neu eröffneten Warschauer Synagoge an der Nalewki-Straße.

### Widerstand gegen russische Besatzer
Kramsztyk war ein bekannter Forderer der polnischen Unabhängigkeit während der russischen Besatzungszeit. Im Jahr 1861 trat er mit den Rabbinern Dow Ber Meisels und Marcus Jastrow für die Schließung jüdischer Gotteshäuser ein – als Zeichen der Solidarität mit der katholischen Kirche, deren Kirchen von russischen Kosakentruppen vandaliert worden waren. Am 2. März 1861 nahmen die drei Rabbiner an einer Demonstration anlässlich der Beerdigung von fünf polnischen Opfern bei Zusammenstößen mit russischen Einheiten am 27. Februar 1861 auf dem Powązki-Friedhof teil. In Folge wurden die Rabbiner verhaftet und kurzzeitig eingekerkert. Im November 1861 wurde Kramsztyk erneut festgenommen und mehrere Monate im Gefängnis der Warschauer Zitadelle gefangen gehalten. Seine Ausweisung aus dem besetzten Polen erfolgte, er wurde in das Zwangsexil nach Bobruisk geschickt. Er kehrte jedoch nach Warschau zurück und arbeitete kurzzeitig für die Regierung Aleksander Wielopolskis, für die er Ideen bezüglich einer Reform der Ausbildung von Juden entwickelte. Im Jahr 1863 nahm er am Januaraufstand teil und wurde nach Niederschlagung des Aufstandes erneut verhaftet und dieses Mal nach Sibirien verbannt. Er kehrte erst im Mai 1867 wieder nach Warschau zurück. Nach seiner Rückkehr durfte er als politisch Unzuverlässiger nicht mehr als Rabbiner oder Lehrer arbeiten.

### Schriftsteller und Autor

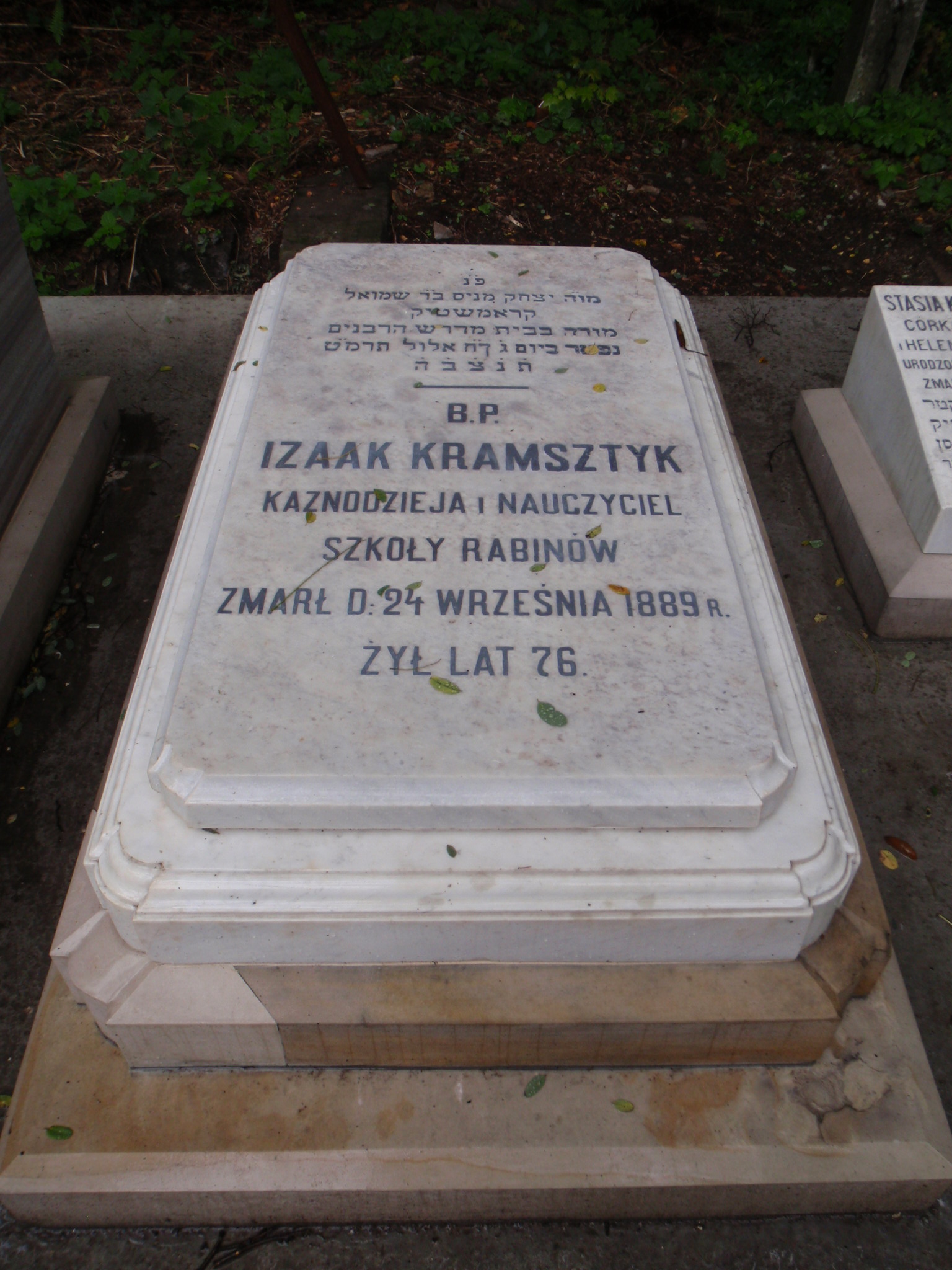
Grabstein von Izaak Kramsztyk auf dem Jüdischen Friedhof in Warschau nach der Renovierung im Sommer 2010

Kramsztyk war ein anerkannter Autor und Übersetzer jüdischer Schriften. 1856 veröffentlichte er den ersten Teil der „Kazania“ (Predigten) in Polnisch. Seine Arbeiten beinhalteten außerdem „O Talmudzie“, eine Übersetzung von Emanuel Oskar Deutschs Werk zum Talmud, der moraltheologische Text „Amude ha-dat ve-yesode ha-musar“ (Die Säulen des Glaubens und das Fundament der Moral) sowie eine polnische Übersetzung des biblischen Buchs der Psalmen („Przypowieści Salomona“). Eine weitere Ausgabe zu den „Kazania“ erschien erst posthum.
Kramsztyk starb nach längerer Krankheit im Jahre 1889; er wurde auf dem Jüdischen Friedhof an der Okopowa-Straße in Warschau (Bereich 26, Reihe 11) begraben. Einige seiner Kinder gehörten der einflussreichen jüdischen Bourgeoisie in Warschau an.

## Veröffentlichungen (Auswahl)
- Jutrzence
- Izraelicie
- Przypowieści Salomonowe, 1878
- Prawda wiary, czyli zasady religii mojżeszowej, 1971
- Kazania Izaaka Kramsztyka, 1892